# Denisa Saková

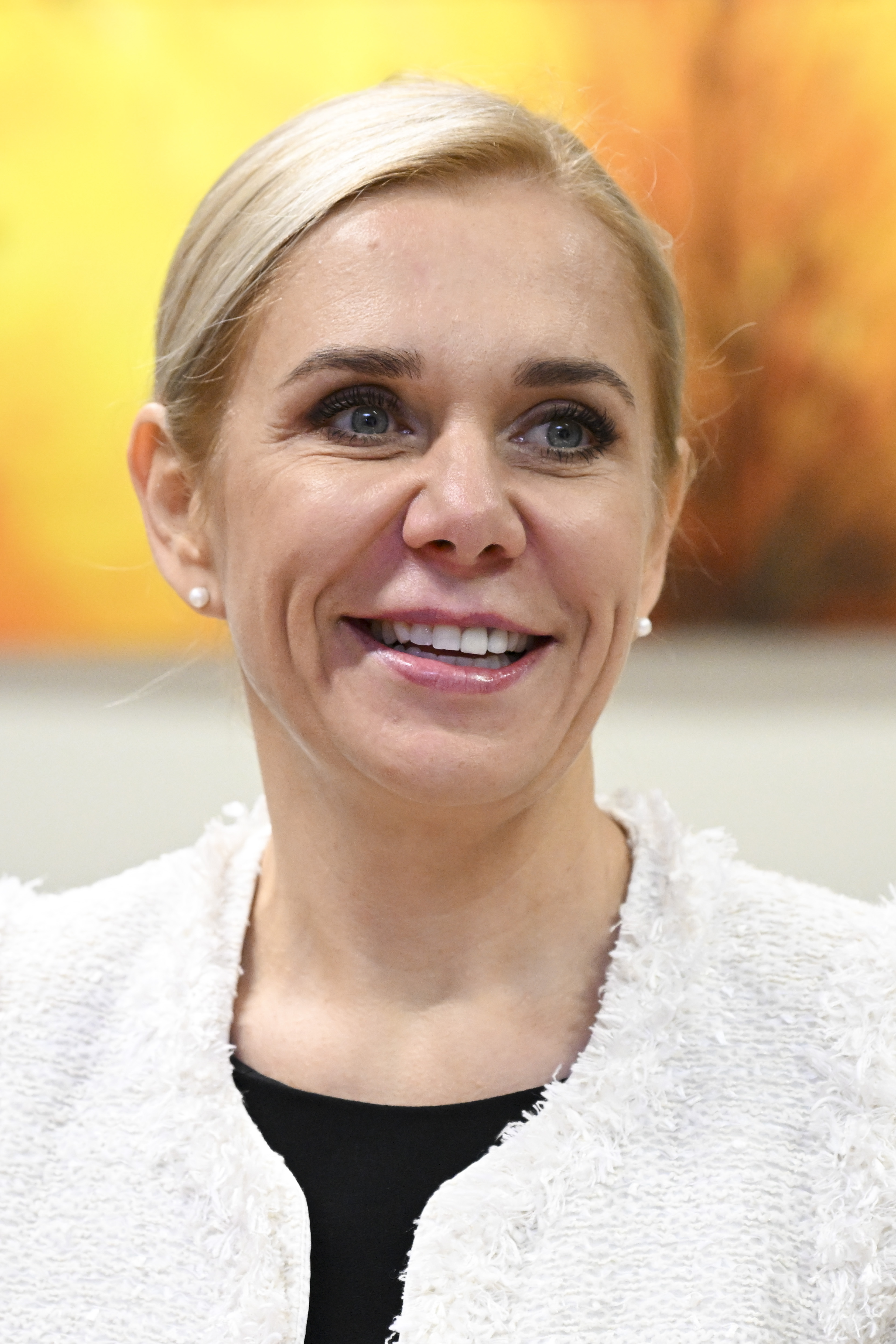
Denisa Saková (2023)

Denisa Saková (* 17. April 1976 in Nitra) ist eine slowakische Politikerin der HLAS-SD (davor SMER-SSD, Unabhängig).

## Werdegang
Saková arbeitete zunächst als Beraterin, ehe sie 2007 nach der Regierungsübernahme der Smer – slovenská sociálna demokracia unter Robert Fico im Vorjahr ins Innenministerium wechselte. 2010 verließ sie nach einem Regierungswechsel das Ministerium, in das sie nach mehrjähriger Tätigkeit für die slowakische Tochter der E.ON später zurückkehrte. Dort rückte sie 2016 unter Innenminister Robert Kaliňák im dritten Kabinett Fico zur Staatssekretärin auf. Nach dem Rücktritt Kaliňáks in Folge der Ermordung des Investigativjournalisten Ján Kuciak im März 2018 folgte sie diesem im Ministeramt unter dem neuen Ministerpräsidenten Peter Pellegrini.
Bei den Parlamentswahlen 2020 wurde Saková in den Nationalrat der Slowakischen Republik gewählt. Wenige Wochen nach der Wahl folgte sie Pellegrini, der mit der Hlas – sociálna demokracia eine neue Partei gegründet hatte. Sie blieb Abgeordnete, wenngleich die neue Partei keine offizielle Fraktion gründete. Bei der Parlamentswahlen 2023 wurde sie erneut ins Parlament gewählt. Unter Ministerpräsident Fico übernahm sie das Wirtschaftsministerium und legte daher ihr Mandat nieder. In der Koalitionsregierung mit Smer und Slovenská národná strana ist sie neben Robert Kaliňák und Tomáš Taraba stellvertretende Ministerpräsidentin.